# أحمد بك الحسيني
أحمد بك الحسيني هو أحمد بن أحمد بن يوسف الحسيني، شهاب الدين: كان محامياً من فقهاء الشافعية. ولد عام 1271 هـ الموافق لسنة 1854 م وتوفي في عام 1332 هـ الموافق لعام 1914 م وكانت ولادته ووفاته في القاهرة.
كان والده شيخاً لطائفة النحاسين، وخلفه فيها. وصرف أوقات فراغه للدراسة في الأزهر. ولما أُنشئت المحاكم عام 1303 هـ مارس مهنة المحاماة ونبغ فيها فكان من أعضاء بعض اللجان القانونية. وانقطع للتأليف ولأعماله الخاصة.

## مؤلفاته
- إعلام الباحث بقبح أم الخبائث (كتاب) في ضرر المسكرات.
- البيان في أصل تكوين الانسان (رسالة) رسالة.
- تحفة الرائي (رسالة) رسالة في الأصول.
- الدرة (كتاب) كتاب في الفقه.
- دليل المسافر (كتاب) كتاب في العبادات.
- كشف الستار (كتاب) كتاب في الفقه.
- نهاية الأحكام في بيان ما للنية من أحكام (كتاب) كتاب في الفقه.
- مرشد الأنام (كتاب) في شرح قسم العبادات من كتاب الأم للشافعي، مؤلف من أربعة وعشرون مجلداً، صدره بمقدمة كبيرة مخطوطة انتهى فيه إلى أن قبل وفاته سنة 1326 هـ، وأخذت عنه.
- بهجة المشتاق في بيان حكم زكاة أموال الأوراق (كتاب) كتاب في الفقه.